# Masters of Evil
De Masters of Evil zijn een fictief superschurkenteam uit de strips van Marvel Comics. De groep bestaat voornamelijk uit vijanden van de Avengers.

## Incarnaties van de Masters of Evil

### Originele Masters of Evil
De originele Masters of Evil groep werd samengesteld door Baron Zemo. Leden waren Melter, Radio-Active Man, Black Knight I, en later Enchantress en Executioner. Het originele Masters of Evil team werd bedacht door Stan Lee en Steve Ditko, en verscheen voor het eerst in Avengers #6.

### Masters of Evil II
De volgende Masters of Evil groep werd samengesteld door Ultron-5. Leden waren Melter, Radio-Active Man, Black Knight II, Klaw en Whirlwind (Marvel). Het tweede team verscheen voor het eerst in Avengers #54.

### Masters of Evil III
De derde Masters of Evil groep werd samengesteld door Egghead. Leden waren Scorpion, Tiger Shark, Moonstone, en later Radio-Active Man, Beetle en Shocker. Het derde team verscheen voor het eerst in Avengers #222.

### Masters of Evil IV
De vierde Masters of Evil groep werd samengesteld door Baron Zemo II. Leden waren Titania, Moonstone, Absorbing Man, en ook Yellowjacket II, Grey Gargoyle, Screaming Mimi, Goliath, Fixer, Blackout, Whirlwind (Marvel), Mr. Hyde en de Wrecking Crew (Marvel) bestaande uit Wrecker, Bulldozer, Piledriver en Wrecking Ball. Het vierde team verscheen voor het eerst in Avengers #273.

## Bron
- The Official Handbook of the Marvel Universe vol.4